# Damjan Bohar
Damjan Bohar est un footballeur international slovène né le 18 octobre 1991 à Mačkovci (en) en Slovénie. Il évolue au poste de milieu de terrain au Zagłębie Lubin.

## Carrière
- 2009-2013 : ND Mura 05 ( Slovénie)
- 2013-2018 : NK Maribor ( Slovénie)
- Depuis 2018 : Zagłębie Lubin ( Pologne)

## Palmarès
NK Maribor
- Champion de Slovénie en 2014,  2015 et 2017.
- Vainqueur de la Coupe de Slovénie en 2016.